# دیترویت برابر همه
«دیترویت برابر همه» (به انگلیسی: Detroit vs. Everybody) عنوان تک‌آهنگ هیپ‌هاپی از خواننده آمریکایی امینم است که به همراهی رویس دا۹'۵، بیگ شان، دنی براون، دی جی لاوف و تریک-تریک خوانده شد. این تک‌آهنگ الهام گرفته از آهنگ دیترویت برابر همه اثر رولینگ استونز بوده است و در متن شعر به دفاع از شهر دیترویت در برابر مخالفان این شهر پرداخته شده است.